# Коэн, Мерав
Мерав Коэн (ивр. מירב כהן‎, род. 23 августа 1983, Иерусалим) — израильская женщина-политик. Депутат кнессета 21, 22 и 23-го созыва от альянса «Кахоль-лаван». Депутат кнессета 24-го созыва от партии «Еш Атид». Министр социального равенства Израиля (2020-21), (2021-22).

## Биография
Родилась 23 августа 1983 года в Иерусалиме. Её родители Саадия и Соланж родом из Марокко. Выросла в Иерусалиме. Училась в школе Харель в Мевасерет-Ционе.
В 2006 году поступила в Еврейский университет в Иерусалиме. В 2009 году получила степень бакалавра искусств (B.A.) с отличием в области экономики и делового администрирования. В 2011 году получила степень магистра делового администрирования (MBA) со специализацией в области стратегии, предпринимательства и городского планирования.
В 2001—2003 гг. служила в ЦАХАЛ, работала на армейской радиостанции «Галей Цахаль» ведущей, репортёром, продюсером и редактором.
В 2003—2004 гг. — корреспондент по экономическим вопросам на новостном сайте Ynet.
В 2004—2006 гг. — спикер (пресс-секретарь) по социально-экономическим вопросам в канцелярии премьер-министра в период полномочий премьер-министра Ариэля Шарона. В 2005 году журнал TheMarker выбрал её в список 100 самых влиятельных людей в израильской экономике в категории представителей.
В 2008—2013 гг. — соучредитель и лидер вместе с Офером Берковичем движения и некоммерческой организации «Иторерут» («Пробуждение»). В 2011—2013 гг. — член правления муниципалитета Иерусалима и небольшой управленческой команды по делам молодёжи, член городского совета Иерусалима от движения «Иторерут».
Входила в предвыборный список движения «Ха-Тнуа» во главе с Ципи Ливни на выборах 2013 года.
В 2013—2015 гг. — директор общественной Организации защиты прав потребителей, которая продвигает честные методы ведения бизнеса. Организация оказывает профессиональную помощь около 400 малым и крупным предприятиям в различных секторах экономики, рассматривает около 25 000 жалоб потребителей в год через специальный сервисный центр, инициирует и публикует исследовательские и программные документы по различным социально-экономическим вопросам, а также продвигает законодательство и регулирование.
В 2015—2016 гг. — директор по креативной экономике в муниципалитете Иерусалима, отвечала за продвижение стратегических планов в отдельных областях в рамках многолетнего плана развития города на 2016—2020 годы.
В 2017—2019 гг. основатель и генеральный директор Crowd Action, стартапа, помогающего обиженным потребителям объединяться с другими потребителями, которые были обижены таким же образом, чтобы они могли осуществлять свои права вместе.
С 2018 года является на волонтёрских началах главой штаб-квартиры Кампании против эксплуатации пожилых людей. Около 600 добровольцев работают над тем, чтобы искоренить наживание на пожилых людях телемаркетинговыми и другими коммерческими компаниями, злоупотребляющими доверием лиц преклонного возраста, совершающих торговые сделки по телефону.
На протяжении многих лет Мерав Коэн занималась множеством социальных проблем, в том числе открытием автостоянки Karta Parking garage в районе Шаббата в Карте, перемещением правительственных министерств и правительственных органов в Иерусалиме, заброшенными домами, налогом на имущество, изменением программы Mechir Lamishtaken на доступное жилье в пользу работающего населения.
По предложению Бени Ганца вошла в предвыборный список партии «Хосен ле-Исраэль» (блок «Кахоль-лаван»). По результатам досрочных парламентских выборов 9 апреля 2019 года избрана депутатом кнессета 21-го созыва. На досрочных выборах 17 сентября 2019 года избрана депутатом кнессета 22-го созыва. На внеочередных выборах 2 марта 2020 года избрана депутатом кнессета 23-го созыва. В кнессете 23-го созыва является членом Специального комитета благосостояния и труда.
Коэн живёт в иерусалимском районе Яфе-Ноф со своим мужем Ювалом Адмоном (יובל אדמון‎). У них две дочери — Рони и Лиор.